# Berlinka (autoroute)
Pour les articles homonymes, voir Berlinka (homonymie).
Berlinka est une autoroute qui relie Berlin en Allemagne à Kaliningrad dans l'Oblast de Kaliningrad. 

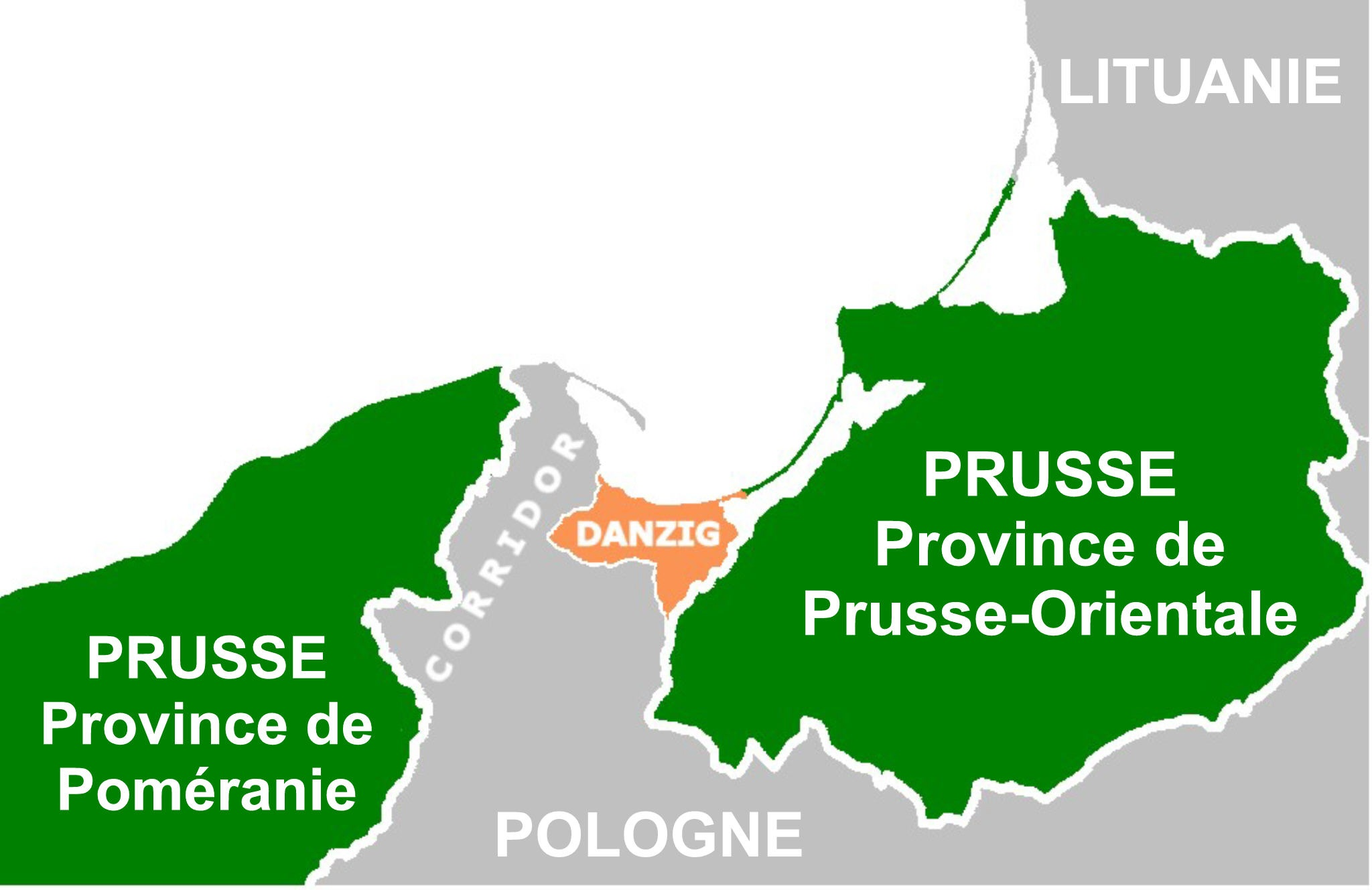
Le corridor polonais

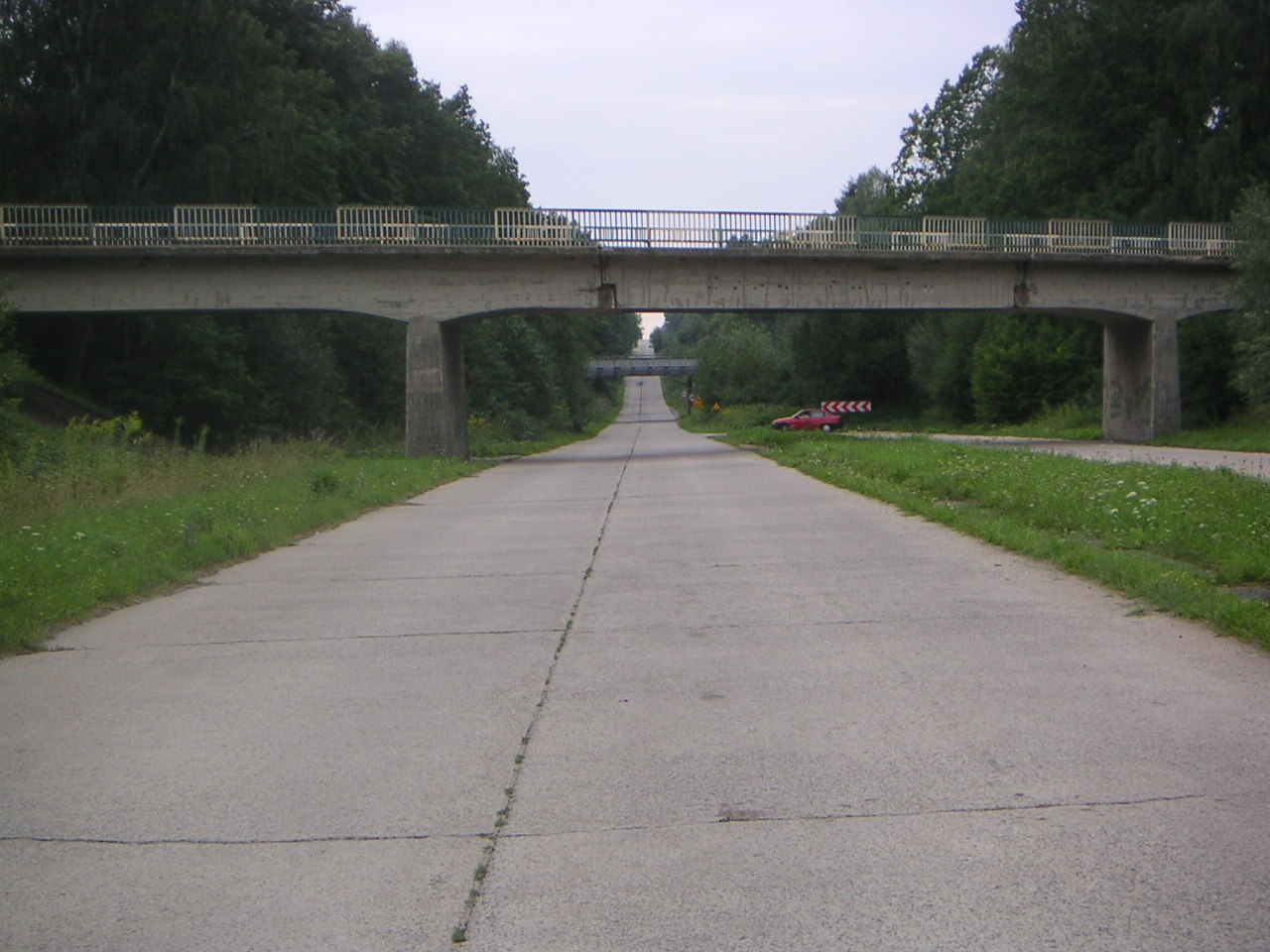
L'autoroute Berlinka

C'est la dénomination commune en polonais et en russe pour désigner cette autoroute construite par l'Allemagne sous le nom de Reichsautobahn Berlin–Königsberg (« Autoroute impériale Berlin-Königsberg »). Elle passait par Szczecin (Stettin) et Gdańsk (Danzig) et se terminait à Königsberg en province de Prusse-Orientale.
À la suite du Traité de Versailles de 1919, la Prusse-Orientale fut séparée de l'Allemagne par le Corridor polonais pendant la Deuxième République de Pologne. L'Allemagne demanda un accès extra-territorialisé sous le nom de Corridor de Danzig afin de relier les deux territoires allemands. Le gouvernement polonais refusa d'accéder à cette revendication. Ce refus fut une des raisons invoquées par Hitler pour déclencher l'invasion de la Pologne en 1939.
Les travaux de construction avaient été planifiés sous la République de Weimar. L'autoroute fut partiellement réalisée durant les années 1930 et le début des années 1940, sous le Troisième Reich.
Depuis la Seconde Guerre mondiale, cette autoroute traverse trois pays différents : l'Union soviétique puis la Russie pour le territoire de l'oblast de Kaliningrad, la Pologne pour la partie médiane et l'Allemagne de l'Est pour la partie restante jusqu'à Berlin. 
En 2008, la partie allemande reçut le nom d'autoroute no 11. Après la Guerre froide, le gouvernement polonais modernisa son réseau et donna le nom, pour la partie polonaise de cette route, de Autostrada A6. Cette route prit le numéro P516 sur le territoire russe de Kaliningrad.